# ورنا زایلر
ورنا زایلر (انگلیسی: Verena Sailer؛ زادهٔ ۱۶ اکتبر ۱۹۸۵) یک ورزشکار اهل آلمان است.